# Aeschnophlebia gressitti
Aeschnophlebia gressitti – gatunek ważki z rodziny żagnicowatych (Aeshnidae). Występuje w prowincjach Guangdong, Kuejczou i Syczuan w południowych i południowo-wschodnich Chinach. Opisał go H. Karube w 2002 roku, nadając mu nazwę Planaeschna gressitti.